# Uberto Strozzi (letterato)
Uberto (Roberto) Strozzi (Mantova, 20 agosto 1504 – Roma, 1553) è stato un letterato italiano.

## Biografia
Era figlio di Tommaso II Strozzi e di Francesca Castiglione, sorella del famoso umanista Baldassarre Castiglione.
Si trasferì giovanissimo a Roma, dove entrò nella famiglia del cardinale Pompeo Colonna. Alla sua morte nel 1532, Uberto seguì la carriera prelatizia,  ottenendo nel 1539 l'incarico di segretario apostolico. 
Fondò l'Accademia dei Vignaiuoli e nella sua casa si riunivamo molti letterati, tra i quali Annibale Caro e Giovanni Della Casa.
Il poeta Matteo Bandello informò che Uberto conobbe a Roma la cortigiana Isabella de Luna per la quale acquistò una casa.
Morì a Roma nel 1553 e venne sepolto nella basilica di Santa Maria sopra Minerva.